# 信量桥
信量桥，位于山东省临沂市沂南县辛集镇苗家曲村，是中华人民共和国山东省文物保护单位之一。
2006年12月7日，授予山东省文物保护单位，是一座古代桥梁。相传信量桥建于唐代，桥上原有五十四块桥栏板，栏板上有二十多幅制作于不同时代的浮雕。信量桥也因此成为窃贼的目标，多块桥栏板被窃。2006年春，信量桥被窃 。2007年4月11日，两块桥栏板被窃。7月，欲盗窃桥栏板的犯罪嫌疑人当场被抓获。